# Мішико Беселія
Мішико Беселія (нар. 2 вересня 1992, Сенакі, Грузія) — український боксер у суперлегкій вазі.

## Життєпис
Народився у 2 вересня 1992 року в Грузії у місті Сенакі. В юному віці переїхав до Черкас, де зараз і живе. Беселія займався як боксом, так і кікбоксингом. Він досить швидко досягнув хороших результатів, зокрема звання майстра спорту з кікбоксингу. До професійного боксу потрапив, пропустивши любительську кар'єру через своє грузинське громадянство. Станом на 2017 рік Мішико Беселія провів 16 поєдинків і всі виграв (9 з них нокаутом). На кожен бій Мішико бере з собою прапор Грузії, Черкас та України.

### Таблиця боїв
| 21 Перемога (14 нокаутом), 1 Поразка (1 нокаутом) |            |                   |                  |             |                  |           |       |
| №                                                 | Дата       | Суперник          | Країна суперника | П-П-Н, Н    | Місце проведення | Результат | Раунд |
| 1                                                 | 16.03.2013 | Олег Коробко      | Україна          | 2-0-0, 0    | Україна, Київ    | W MD      | 4     |
| 2                                                 | 20.03.2013 | Артем Скорняков   | Україна          | 1-0-0, 0    | Україна, Харків  | W TKO     | 2/4   |
| 3                                                 | 06.07.2013 | Олексій Козлов    | Україна          | 0-0-0, 0    | Україна, Київ    | W UD      | 4     |
| 4                                                 | 21.09.2013 | Дмитро Богачук    | Україна          | 6-15-1, 3   | Україна, Харків  | W TKO     | 2/6   |
| 5                                                 | 14.12.2013 | Андрій Сталярчук  | Білорусь         | 11-20-2, 2  | Україна, Бровари | W UD      | 6     |
| 6                                                 | 12.04.2014 | Ілля Реуцький     | Білорусь         | 2-1-0, 2    | Україна, Бровари | W TKO     | 4/6   |
| 7                                                 | 31.05.2014 | Хаважі Хацигов    | Білорусь         | 10-6-0, 6   | Україна, Одеса   | W RTD     | 4/6   |
| 8                                                 | 22.11.2014 | Фарход Оріпов     | Узбекистан       | 11-10-1, 5  | Україна, Бровари | W TKO     | 2/8   |
| 9                                                 | 13.12.2014 | Маріюс Кравчук    | Литва            | 4-1-1, 2    | Україна, Київ    | W RTD     | 3/8   |
| 10                                                | 18.04.2015 | Анзор Гамгебелі   | Грузія           | 20-15-3, 13 | Україна, Київ    | W TKO     | 5/8   |
| 11                                                | 13.06.2015 | Махсуд Джумаєв    | Узбекистан       | 10-8-1, 6   | Україна, Черкаси | W TKO     | 8/8   |
| 12                                                | 14.11.2015 | Денісс Корніловс  | Латвія           | 1-3-0, 0    | Україна, Бровари | W TKO     | 3/8   |
| 13                                                | 23.04.2016 | Інносент Аньянву  | Нідерланди       | 22-15-3, 13 | Україна, Київ    | W UD      | 8     |
| 14                                                | 12.11.2016 | Майкл Келлі       | Ірландія         | 9-7-1       | Україна, Бровари | W TKO     | 1/8   |
| 15                                                | 22.04.2017 | Валентин Півен    | Україна          | 4-5-0       | Україна, Київ    | W TKO     | 2/8   |
| 16                                                | 16.09.2017 | Арістідес Кентеро | Панама           | 20-8-1      | Україна, Київ    | W UD      | 8     |
| 17                                                | 16.12.2017 | Денис Чечета      | Україна          | 9-4-1       | Україна, Бровари | W TKO     | 3/8   |
| 18                                                | 24.02.2018 | Владислав Мельник | Україна          | 5-0         | Україна, Київ    | W UD      | 10    |
| 19                                                | 22.12.2018 | Келвін Дотел      | Іспанія          | 4-13        | Україна, Бровари | L TKO     | 6/8   |
| 20                                                | 05.10.2019 | Едуард Мерінець   | Україна          | 8-4         | Україна, Бровари | W TKO     | 4/8   |
| 21                                                | 22.02.2020 | Олександр Рубчев  | Україна          | 4-5-1       | Україна, Бровари | W RTD     | 4/8   |
| 22                                                | 08.10.2020 | Василь Курасов    | Україна          | 12-5        | Україна, Лісники | W SD      | 8     |